# Gilia transmontana
Gilia transmontana là một loài thực vật có hoa trong họ Polemoniaceae. Loài này được (H.Mason & A.D.Grant) A.G.Grant & V.E.Grant mô tả khoa học đầu tiên năm 1956.